# Tyger Drew-Honey
Tyger Drew-Honey (Epsom, Surrey; 26 de enero de 1996) es un actor británico.

## Trayectoria
Su vida como actor empezó cuando fue descubierto en una representación teatral. Tan solo unas semanas después realizó una narración publicitaria para la marca Phillips. En 2007 obtuvo el papel de Jake en la comedia de situación Outnumbered del canal BBC One. También participó en el programa infantil Friday Download de CBBC.